# Fenyő István (irodalomtörténész)
Fenyő István (Budapest, 1929. július 28. – 2017. február 25.) József Attila-díjas (1985) magyar irodalomtörténész, kritikus, pedagógus, egyetemi tanár.

## Élete
Fenyő (Fischer) Emil (1887–1969) magánhivatalnok és Klein Aranka gyermekeként született.
1948–1953 között az ELTE Bölcsészettudományi Karán tanult. 1948–1949-ben az Eötvös József Collegiumban tanult.
1952–1957 között középiskolai tanárként dolgozott. 1957–1965 között a Szépirodalmi Könyvkiadó felelős szerkesztője volt. 1965-1966 között a Népszabadság irodalmi szerkesztője volt. 
1966–1970 között a Magyar Tudományos Akadémia Irodalomtudományi Intézetének tudományos munkatársa, 1970–1977 között főmunkatársa, 1977-től pedig tudományos tanácsadója volt. 1984–1990 között másodállásban a Kossuth Lajos Tudományegyetem világirodalmi tanszékvezetője volt. 1990 óta az ELTE címzetes egyetemi tanára. 1990–1996 között a Janus Pannonius Tudományegyetem tanára volt. 1992-től az Irodalomtörténeti Füzetek szerkesztője.
Tudományos munkássága főleg a magyar reformkor irodalma-, eszme-, sajtó- és művelődéstörténetére terjed ki.

## Magánélete
1952-ben házasságot kötött Knoll Magdolnával. Egy lányuk született; Krisztina (1967).

## Művei
- Az Aurora. Egy irodalmi zsebkönyv életrajza (tanulmány, 1955)
- Reformkori irodalmunk az egykorú orosz sajtó tükrében (tanulmány, 1959)
- Kisfaludy Sándor (tanulmány, 1961)
- Új arcok – új utak (tanulmányok, kritikák, 1961)
- A magyar irodalom története III. (társszerző, 1965)
- Két évtized. Tanulmányok és kritikák; Magvető, Budapest, 1968 (Elvek és utak)
- Haza és tudomány. A hazai reformkori liberalizmus történetéhez; Szépirodalmi, Budapest, 1969
- Eötvös József kiadatlan írásai (szerkesztő, 1971)
- Nemzet, nép – irodalom. Tanulmányok a magyar reformkor irodalmáról; Magvető, Budapest, 1973 (Elvek és utak)
- Kölcsey Ferenc: Válogatott művei (1975)
- Eötvös József: Arcképek és programok (1975)
- Az irodalom respublikájáért. Irodalomkritikai gondolkodásunk fejlődése 1817-1830 (1976)
- Vas István (kismonográfia, 1976)
- Figyelő szemmel (tanulmány, 1976)
- Eötvös József: Reform és hazafiság I-III. (publicisztikai írások, 1978)
- Magyarság és emberi egyetemesség. Irodalom- és művelődéstörténeti tanulmányok (1979)
- A magyar sajtó története I. (társszerző, 1979)
- A magyar kritika évszázadai. Irányok. Romantika, népiesség, pozitivizmus I-II. (Németh G. Bélával és Sőtér Istvánnal, 1981)
- Haza s emberiség. A magyar irodalom 1815–1830 (tanulmány, 1983)
- Bajza József elfeledett írásai (szerkesztő, 1984)
- Eötvös József "Neveljünk polgárokat..." (szerkesztő, 1984)
- A reformkor prózairodalma (1986)
- Valóságábrázolás és eszményítés. Irodalomkritikai gondolkodásunk fejlődése, 1830-1842; Akadémiai, Bp., 1990 (Irodalomtudomány és kritika)
- Kisfaludy Sándor és Kisfaludy Károly válogatott költeményei (szerkesztette, 1994)
- Babits Mihály: A gólyakalifa (szöveggond., 1994)
- Babits Mihály: Két regény (szöveggond., 1995)
- Eötvös József: A falu jegyzője (szöveggond., F. Knoll Magdával, 1995)
- Kemény Zsigmond: Férj és nő (szöveggond., 1996)
- Babits Mihály: Halálfiai I-II. (szöveggond., 1997)
- A centralisták. Egy liberális csoport a reformkori Magyarországon (1997)
- Adolf Fischhof és a Habsburg-monarchia (2002)
- A centralisták az 1848-as forradalomban (2003)

## Díjai, elismerései
- Szocialista Kultúráért (1962)
- Felszabadulási Jubileumi Emlékérem (1970)
- József Attila-díj (1985)

## Külső hivatkozások
- Kortárs magyar írók